# Trichaspis
Trichaspis is een geslacht van kevers uit de familie bladkevers (Chrysomelidae).
De wetenschappelijke naam van het geslacht werd in 1911 gepubliceerd door Spaeth.

## Soorten
- Trichaspis hincksi (Shaw, 1961)
- Trichaspis pilosa (Spaeth, 1911)
- Trichaspis pilosula (Boheman, 1862)